# Mathias Sanders
Mathias Sanders (* 14. Dezember 1973 in Flensburg) ist ein deutscher Schauspieler.

## Leben
Er wuchs in Hamburg auf und studierte am Lee Strasberg Theatre Institute in New York. Anschließend absolvierte er ein dreijähriges Studium an der „Actors Studio Drama School“. Dies schloss er 1997 mit dem „Master of Fine Arts“ ab.

## Rollen
- Der Kuss der Spinnenfrau die Rolle des "Molina" (Premiere im Jahr 2000 im Theater St. Gallen, Regie: Peter Zeug)
- Titanic die Rolle des "John B. Thayer" sowie “Thomas Andrews” und “Bruce Ismay” (Premiere 2002 im Theater Neue Flora Hamburg, Regie: Eddy Habbema)
- Cats die Rolle des "Munkustrap" (Capitoltheater Düsseldorf, Regie: Trevor Nunn)
- Die drei Musketiere die Rolle des "Aramis" (Berliner Theater des Westens, Regie: Paul Eenens)
- In DISNEY’S Tarzan spielte er “Kerchak”, “Professor Porter” und “Mr. Clayton” (Theater Neue Flora Hamburg, Regie: Bob Crowley)
- Volker Schlöndorff’s Kinofilm “Rückkehr nach Montauk”: Mark McDonald
- Margarethe von Trotta’s Kinofilm „Forget About Nick“: Lawrence